# Edouard de Bièfve

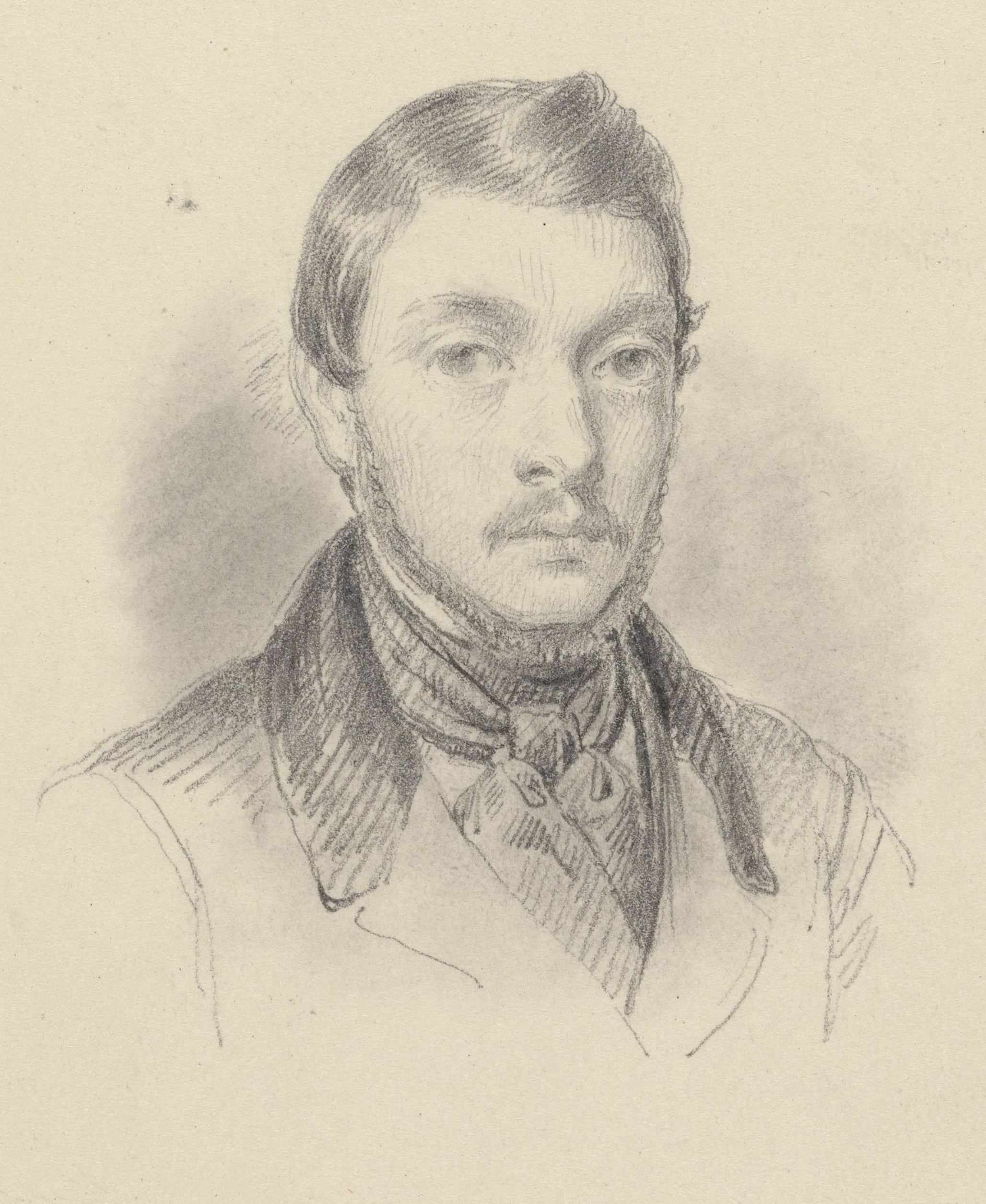
Edouard de Bièfve, Selbstporträt um 1836

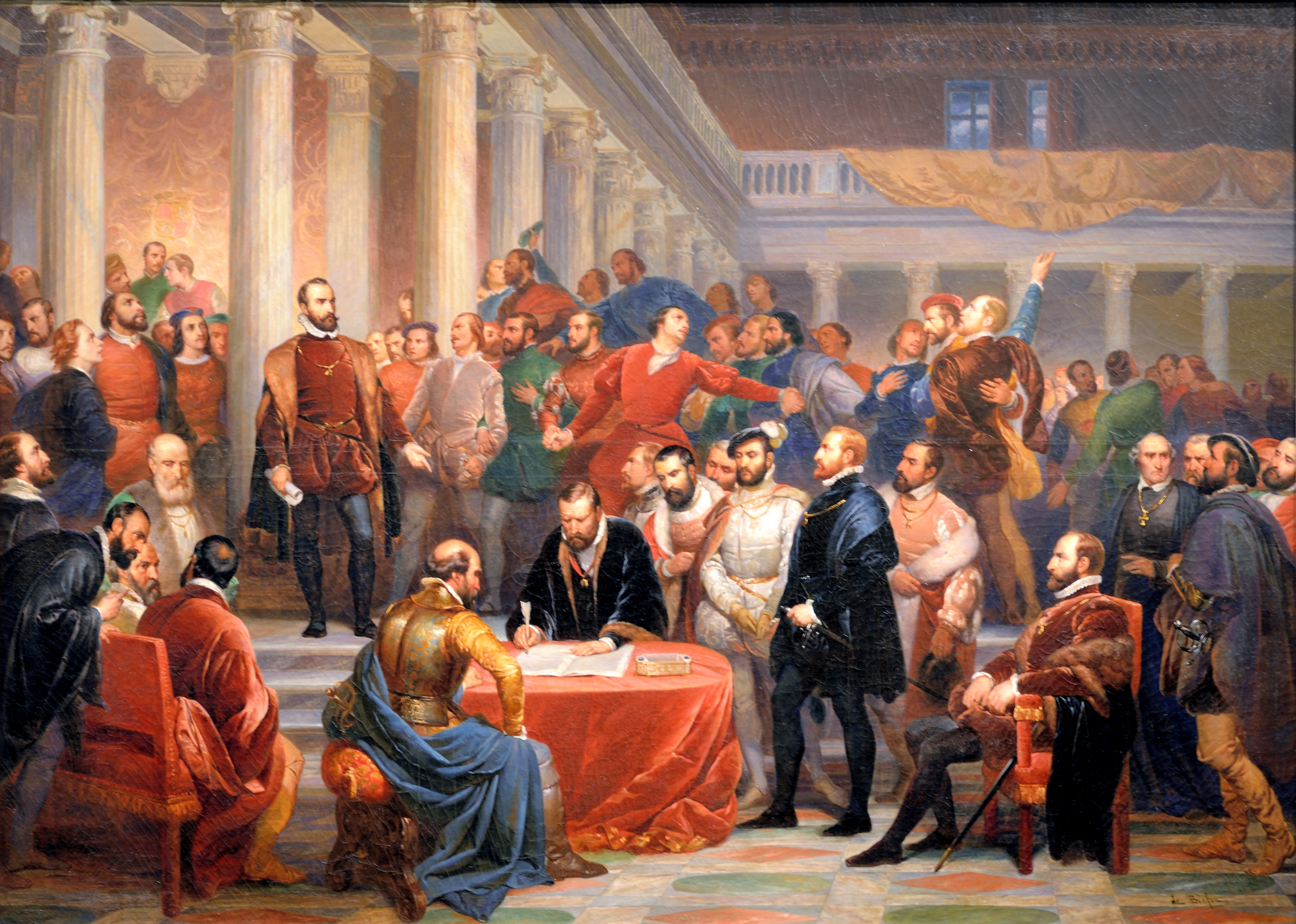
Le Compromis des nobles en 1566

Jean François Edouard de Bièfve (* 4. Dezember 1808 in Brüssel; † 7. Februar 1882 ebenda) war ein belgischer Historien- und Porträtmaler.

## Leben
In einer wohlhabenden Brüsseler Familie geboren, studierte Edouard de Bièfve 1825 bis 1830 an der Brüsseler Malerakademie bei dem Historienmaler Joseph Paelinck, ging 1831 nach Paris und wandte sich dort den Romantikern zu. Bis 1841 bildete er sich zunächst im Atelier des Bildhauers David d’Angers und darauf bei dem Historienmaler Paul Delaroche weiter. Mit seinen Historiengemälden beschickte er in jenen Jahren Ausstellungen in Paris, aber auch in Antwerpen, Gent und Brüssel. Die Regierung des neuen, von den Niederlanden unabhängigen belgischen Staates wurde auf Edouard de Bièfves romantische Bilder aufmerksam und beauftragte ihn mit einem das belgische Nationalgefühl ansprechenden Werk über den Niederländischen Aufstand gegen die spanische Herrschaft. 1841 kehrte der Künstler nach Brüssel heim und stellte in Gent das für das Königliche Museum der Schönen Künste in Brüssel gemalte Bild Unterzeichnung des Compromisses der Edlen von Burgund am 16. Februar 1566 gegen die Einführung der Inquisition (französisch Le Compromis des nobles en 1566) aus. Das Bild kam nicht nur in Belgien gut an. Zum Beispiel auf einer Rundreise durch Deutschland in den Jahren 1842 und 1843 erlebte der Künstler im Kunstverein mancher Stadt für dieses sein Hauptwerk besondere Aufmerksamkeit. Mehr noch – Edouard de Bièfve belebte mit seinem Meisterwerk innerdeutsche Diskussionen um die deutsche Historienmalerei.
De Bièfve vermachte dem belgischen Staat alle seine Bilder und sein Vermögen. Die letzte Ruhe fand er auf dem Laekener Friedhof.

## Ehrungen und Mitgliedschaften
- Goldmedaille der Koninklijke Academie voor Schone Kunsten van Gent
- Leopoldsorden (Belgien)
- Verdienstorden vom Heiligen Michael
- Roter Adlerorden 3. Klasse (Preußen)
- 1843 ordentliches Mitglied der Preußischen Akademie der Künste, Berlin, Sektion für die Bildenden Künste
- 1845 Hofmaler der belgischen Königin Louise d’Orléans
- 1846 korrespondierendes Mitglied der Académie royale des Sciences, des Lettres et des Beaux-Arts de Belgique[2]

## Rezeption
- Andrea Meyer schreibt zu der heftigen Kontroverse, die das Bild Le Compromis des nobles en 1566 in Deutschland ausgelöst hatte: Während Ernst Förster im Kunstblatt das belgische Kunstwerk negativ bewertet habe, hätte Franz Kugler das Bild gelobt.[3]
- Peter Stapf beschreibt die Aufnahme des oben erwähnten Bildes Le Compromis des nobles en 1566 im vorrevolutionären Deutschland und spricht den aufflammenden deutschen Richtungsstreit um den Nazarener-Stil Corneliusscher Prägung in den Werken eines Wilhelm von Kaulbach und Julius Schnorr von Carolsfeld an.[4]